# Golamo Kruszewo
Golamo Kruszewo (bułg. Голямо Крушево) – wieś w południowo-wschodniej Bułgarii, w obwodzie Jamboł, w gminie Bolarowo. Według danych Narodowego Instytutu Statystycznego, 31 grudnia 2011 roku wieś liczyła 262 mieszkańców.

## Urodzeni w Golamie Kruszewie
- Kalina Rekałowa – piosenkarka